# اینتزاگو
اینتزاگو (به ایتالیایی: Inzago) یک کومونه در ایتالیا است که در استان میلان واقع شده‌است. اینتزاگو ۱۲٫۱ کیلومتر مربع مساحت و ۱۰٬۵۴۱ نفر جمعیت دارد و ۱۳۷ متر بالاتر از سطح دریا واقع شده‌است.